# Gunila Ambjörnsson
Elsa Gunila Ambjörnsson, född Falklind 12 mars 1938 i Kalmar, död 16 november 2013 i S:t Matteus församling i Stockholm, var en svensk författare, dramatiker och regissör. 
Gunila Ambjörnsson var dotter till lektor Otto Falklind och Gunborg, ogift Lundgren. Hon blev 1962 filosofie magister, arbetade 1968–1985 som filmare vid Sveriges Television och var efter 1985 verksam som frilans och författare. Hon skrev och regisserade för teater, television och film, men har också skrivit barnböcker och debattböcker om barn.
Hon var 1958–1973 gift med Ronny Ambjörnsson.

## Regi
TV
- Ville, Valle och Viktor (1970–1971)
- Huset Silfvercronas gåta (1973)

Musikpjäser
- Emma – drömmen om friheten (1983)

Filmer
- 1985. Vad hände katten i råttans år? (1985)
- Det finns för lite indianer (1988)
- Drömspår -en film om längtan (1990)
- Sagan om pappan som bakade prinsessor (1993)
- Granskogen i våra hjärtan (1994)
- Stannar du så springer jag (1995)